# Axelle Klinckaert
Axelle Klinckaert (Dendermonde, 28 maggio 2000) è una ginnasta belga.

## Biografia
Axelle Klinckaert ha partecipato ai campionati europei juniores di Sofia 2014 ottenendo l'ottavo posto nella finale alla trave e il settimo posto al corpo libero. L'anno successivo ha vinto quattro medaglie al Festival olimpico della gioventù europea che si è svolto a Tbilisi, in Georgia, suddivise in due ori conquistati alla trave e al corpo libero e due argenti nei concorsi individuale e a squadre.
Con il Belgio ha guadagnato l'accesso al concorso a squadre delle Olimpiadi di Rio de Janeiro 2016 piazzandosi al terzo posto nel test event preolimpico, però un infortunio al ginocchio le ha impedito di disputare i Giochi olimpici venendo sostituita da Rune Hermans.
Agli Europei di Glasgow 2018 ha vinto la medaglia di bronzo dietro la rumena Denisa Golgotă e la francese Mélanie de Jesus dos Santos. Poi ha gareggiato pure ai suoi primi campionati mondiali classificandosi 18ª nel concorso individuale a Doha 2018.